# 드루실라

드루실라(Drusilla, 본명: 율리아 드루실라, Julia Drusilla, 그리스어: Δρούσιλλα; 서기 38년 출생)는 유대와 키프로스의 왕인 헤로데 아그리파 1세의 딸이자 베레니케, 마리암네와 헤로데 아그리파 2세의 누이였다. 그녀의 아들 아그리파는 서기 79년 베수비오산의 폭발로 사망한 것으로 알려진 몇 안 되는 사람 중 한 명이었다.

## 생애

### 첫 결혼
그녀의 아버지는 에피파네스가 유대교를 받아들여야 한다는 아버지의 규정에 따라 콤마게네의 안티오코스 4세 왕의 첫째 아들인 가이우스 율리우스 아르켈라우스 안티오쿠스 에피파네스와 그녀를 약혼시켰지만, 그녀의 아버지가 가이사랴 마리티마에서 사망한 후에도 결혼은 아직 계약되지 않았다. 요세푸스에 따르면, 아그리파가 죽자 대중은 "말할 수 없을 정도로 고인에게 욕을 퍼붓고, 당시 군인들 중 상당수가 그의 집으로 돌아갔다. 그리고 [아그리파 1세]의 딸들의 조각상을 급히 빼앗아 한꺼번에 매음굴로 데려갔고, 그것을 매음굴 지붕 위에 올려놓고는 힘을 다해 학대하며 이런 짓을 했다.
드루실라의 형제인 헤롯 아그리파 2세가 49/50년경에 헤롯 필립 1세(바타네아, 트라코니테스, 아빌라와 함께)의 사분왕국에 임명되자, 그는 그녀와 약혼을 파기하고 그녀를 제사장 왕인 가이우스 율리우스 아지수스와 결혼시켰다.

### 총독 안토니우스 펠릭스와의 결혼
로마 유대 총독 안토니우스 펠릭스가 드루실라를 만난 것은 그녀의 첫 번째 결혼이 계약된 직후인 것으로 보인다. 아마도 그녀의 오빠의 궁정에서였을 것이다. 펠릭스는 그녀의 엄청난 아름다움에 반해 그녀를 자신의 (두 번째) 아내로 삼기로 결심했다고 한다. 유대교인인 그녀가 남편과 이혼하고 이교도인 그와 결혼하도록 설득하기 위해 그는 그를 위해 간청하기 위해 사자를 보냈다.
그녀는 성 바울이 가이사랴에 포로로 잡혀 있는 동안 벨릭스 곁에 나타났을 때 약 22세였다. 사도행전 24장 24절은 "며칠 후에 벨릭스가 그 아내 유대 여자 드루실라와 함께 [다시 법정에] 왔다"고 기록하고 있다.
사도행전에는 그녀의 이후 생애에 대한 추가 정보가 나와 있지 않지만, 요세푸스는 마르쿠스 안토니우스 아그리파(Marcus Antonius Agrippa)라는 아들을 낳았다고 말한다. 그들의 아들은 서기 79년 베수비오 산의 폭발로 폼페이와 헤르쿨라네움의 인구 대부분과 함께 사망했다.